# SubRip
SubRip 是 Windows 上的一个自由软件，被用于从不同格式的视频文件中提取出字幕并生成相应的文本文件。该软件遵循GNU GPL许可来进行发行。该软件字幕格式文件的文件扩展名是.srt，是一种广泛使用的字幕文件格式。每一个.srt文件都是人类可读的，字幕信息通过时间序列进行存储。网络上大部分字幕都是用这种格式组织的。

## SubRip软件
因为使用了光学字符识别技术，SubRip能从视频文件和DVD光盘中提取出字幕，并将提取出的字幕整合成.srt的文件格式进行存储。它可以选择将识别的字幕保存为位图，用于之后从原视频擦除掉。
在正常使用过程中，SubRip为视频采用了正确的编码器，然后由用户为特定的文本区域、字体、样式、颜色和视频处理要求来进行训练，来识别字幕。经过试验和调整，SubRip可以提取整个源视频文件中的字幕。SubRip在输出的.srt文件中记录了每一段字幕的开始和结束时间。
SubRip使用AviSynth （页面存档备份，存于）来从视频源文件中提取视频帧，并且可以从该程序支持的任何视频格式中提取字幕。